# Josip Kocijančič
Josip Kocijančič, slovenski skladatelj in zborovodja, * 16. marec 1849, Kanal ob Soči, † 10. april 1878, Kanal ob Soči.